# Petrus Kastenman
Lars Petrus Ragnar Kastenman, ursprungligen Karlsson, född 15 augusti 1924 i Bälinge, Södermanland, död 10 juni 2013 i Dala-Borgunda-Högstena församling, Falköping, var en svensk ryttare och militär (sergeant). Han deltog vid Olympiska sommarspelen 1956, då ryttarspelen hölls i Stockholm på grund av Australiens dåvarande karantänsbestämmelser. Där tog han guld i fälttävlan med hästen Illuster. Han belönades sedan med ensam förfoganderätt över Illuster såsom tjänstehäst..

## Karriär
Kastenman började sin militära karriär på K 1 i Stockholm, senare förflyttades han till K 3 i Skövde. Även efter den militära karriären stannade han kvar i Skövde och byggde upp en egen anläggning för fälttävlan och tävlade för Skövde fältrittklubb. Han var en nyckelperson i bevarandet av svensk fälttävlan, som var i kris på grund av olyckor under 1960-talet. Han var på ett eller annat sätt inblandad i de flesta aktiva ledare inom svensk fälttävlan idag; exempelvis har Staffan Lidbeck, Erik Duvander, Gunilla Fredriksson och Bo Österlund tränat för honom.

Under tiden på K3 blev Kastenman och Einar Fridlundh mycket goda vänner, och när Fridlundh fyllde 50 år visade Petrus även vilken god skribent han var och höll ett egenskrivet tal som beskrev Einars liv.